# Nati nel 1979/Ottobre
| Questa pagina contiene informazioni ricavate automaticamente dalle voci biografiche con l'ausilio del template Bio e di un bot. L'aggiornamento è periodico e automatico e ricostruisce completamente la pagina. Se manca una persona in questa lista, sei pregato di non aggiungerla, ma accertati piuttosto che la sua voce biografica contenga il template Bio e che i dati anagrafici siano correttamente compilati. Se il template Bio manca, inseriscilo tu stesso o, in alternativa, metti l'avviso {{tmp\|Bio}} che ne segnala la mancanza. Se i dati riportati sono sbagliati, correggi direttamente la voce biografica; le modifiche saranno visibili in questa lista entro pochi giorni. Per chiarimenti vedi il progetto biografie. La lista contiene solo le 366 persone che sono citate nell'enciclopedia e per le quali è stato implementato correttamente il template Bio. Pagina aggiornata al 10 ago 2025. |

- 1º ottobre - Curtis Axel, wrestler statunitense
- 1º ottobre - Laurent Cazalon, ex cestista francese
- 1º ottobre - Marielle Heller, regista, sceneggiatrice e attrice statunitense
- 1º ottobre - Rudi Johnson, ex giocatore di football americano statunitense
- 1º ottobre - Ljudmila Kolčanova, lunghista russa
- 1º ottobre - Caterina Licatini, politica italiana
- 1º ottobre - Gilberto Martínez, allenatore di calcio e ex calciatore costaricano
- 1º ottobre - Marko Stanojevic, rugbista a 15 italiano
- 1º ottobre - Magnus Sterner, ex snowboarder svedese
- 1º ottobre - Senhit, cantante italiana
- 1º ottobre - Walewska de Oliveira, pallavolista brasiliana († 2023)
- 2 ottobre - Michael John Ball, ex calciatore inglese
- 2 ottobre - Inoki, rapper e produttore discografico italiano
- 2 ottobre - Balázs Borbély, allenatore di calcio e ex calciatore slovacco
- 2 ottobre - Primož Brezec, ex cestista e dirigente sportivo sloveno
- 2 ottobre - Brianna Brown, attrice e produttrice cinematografica statunitense
- 2 ottobre - Karen Cockburn, ginnasta canadese
- 2 ottobre - Yann Cucherat, ex ginnasta francese
- 2 ottobre - Arta Dobroshi, attrice kosovara
- 2 ottobre - Francisco Fonseca, ex calciatore messicano
- 2 ottobre - Maja Ivarsson, cantante svedese
- 2 ottobre - Luis Pasamontes, ciclista su strada spagnolo
- 2 ottobre - Corey Smith, giocatore di football americano statunitense († 2009)
- 2 ottobre - Luca Solari, ex ciclista su strada italiano
- 2 ottobre - Julien Vauclair, dirigente sportivo, allenatore di hockey su ghiaccio e ex hockeista su ghiaccio svizzero
- 3 ottobre - LaQuanda Barksdale, ex cestista statunitense
- 3 ottobre - Claudia Bassols, attrice spagnola
- 3 ottobre - Cleopatra Borel, pesista trinidadiana
- 3 ottobre - Josh Klinghoffer, cantante, polistrumentista e produttore discografico statunitense
- 3 ottobre - Li Meiju, pesista cinese
- 3 ottobre - John Morrison, wrestler e attore statunitense
- 3 ottobre - Niklas Natt och Dag, scrittore svedese
- 3 ottobre - Roman Pacholjuk, ex calciatore ucraino
- 3 ottobre - Dave Ragone, ex giocatore di football americano e allenatore di football americano statunitense
- 3 ottobre - Federico Serra Mirás, rugbista a 15 e imprenditore argentino
- 3 ottobre - Rodney So'oialo, rugbista a 15 neozelandese
- 3 ottobre - Esther Staubli, arbitro di calcio e ex calciatrice svizzera
- 3 ottobre - Aaron Xuereb, ex calciatore maltese
- 3 ottobre - Antônio Carlos dos Santos, allenatore di calcio e ex calciatore brasiliano
- 4 ottobre - Caitríona Balfe, attrice e supermodella irlandese
- 4 ottobre - Brandon Barash, attore statunitense
- 4 ottobre - Edgar Daniel González Brítez, ex calciatore paraguaiano
- 4 ottobre - Andre Horton, ex sciatore alpino statunitense
- 4 ottobre - Daniel Huss, allenatore di calcio e ex calciatore lussemburghese
- 4 ottobre - Julia Jung, ex nuotatrice tedesca
- 4 ottobre - Takahiro Kawamura, ex calciatore giapponese
- 4 ottobre - Gail Kelly, ex sciatrice alpina canadese
- 4 ottobre - Rachael Leigh Cook, attrice statunitense
- 4 ottobre - Björn Phau, ex tennista tedesco
- 4 ottobre - Flávia Roberta Francelino Prado, ex cestista brasiliana
- 4 ottobre - Krisztián Timár, allenatore di calcio e ex calciatore ungherese
- 5 ottobre - Julio César Cáceres, ex calciatore paraguaiano
- 5 ottobre - Patricia Conde, conduttrice televisiva spagnola
- 5 ottobre - Darl Douglas, ex calciatore olandese
- 5 ottobre - Lavelle Felton, cestista statunitense († 2009)
- 5 ottobre - Vincenzo Grella, dirigente sportivo e ex calciatore australiano
- 5 ottobre - Richard Justin Lado, calciatore sudsudanese
- 5 ottobre - Konstantin Maevskij, allenatore di calcio a 5 e ex giocatore di calcio a 5 russo
- 5 ottobre - Will McDonald, ex cestista statunitense
- 5 ottobre - Gustavo Lobo Paradeda, ex giocatore di calcio a 5 brasiliano
- 5 ottobre - Curtis Sanford, ex hockeista su ghiaccio canadese
- 5 ottobre - Peter Sejna, ex hockeista su ghiaccio slovacco
- 5 ottobre - Gao Yuanyuan, attrice e modella cinese
- 5 ottobre - Turki bin Muhammad bin Fahd Al Sa'ud, principe, imprenditore e filantropo saudita
- 6 ottobre - Tracy Almeda-Singian, ex tennista statunitense
- 6 ottobre - Oliver Barth, allenatore di calcio e ex calciatore tedesco
- 6 ottobre - Sareh Bayat, attrice iraniana
- 6 ottobre - DJ Tayone, disc jockey e produttore discografico italiano
- 6 ottobre - David Di Tommaso, calciatore francese († 2005)
- 6 ottobre - Mohamed Kallon, allenatore di calcio e ex calciatore sierraleonese
- 6 ottobre - Ronny Keller, ex hockeista su ghiaccio svizzero
- 6 ottobre - Mamadou N'Doye, ex cestista senegalese
- 6 ottobre - Radoslav Rančík, ex cestista slovacco
- 6 ottobre - Richard Seymour, ex giocatore di football americano statunitense
- 6 ottobre - Josephine Touray, ex pallamanista danese
- 6 ottobre - Mahmut Yilmaz, ex calciatore tedesco
- 7 ottobre - Muhammad Aladdin, scrittore egiziano
- 7 ottobre - Simona Amânar, ex ginnasta rumena
- 7 ottobre - Aaron Ashmore, attore canadese
- 7 ottobre - Shawn Ashmore, attore canadese
- 7 ottobre - Rodney Bailey, ex giocatore di football americano statunitense
- 7 ottobre - Jana Farchadovna Batyršina, ginnasta russa
- 7 ottobre - Jed Dupree, schermidore statunitense
- 7 ottobre - Ivan Hodúr, ex calciatore slovacco
- 7 ottobre - Marie Key, cantante danese
- 7 ottobre - Michail Kočkin, ex biatleta russo
- 7 ottobre - Yukta Mookhey, modella e attrice indiana
- 7 ottobre - Julius Nderitu, ex maratoneta keniota
- 7 ottobre - Florian Ramoser, ex hockeista su ghiaccio italiano
- 7 ottobre - Tang Wei, attrice e modella cinese
- 8 ottobre - Paul Burchill, ex wrestler britannico
- 8 ottobre - Peter Bylund, ex sciatore alpino svedese
- 8 ottobre - Fernando Codá Marques, matematico brasiliano
- 8 ottobre - Demetrio Greco, allenatore di calcio e ex calciatore italiano
- 8 ottobre - Kristanna Loken, attrice e modella statunitense
- 8 ottobre - Ryan Pickett, giocatore di football americano statunitense
- 8 ottobre - Goran Sablić, allenatore di calcio e ex calciatore croato
- 8 ottobre - Alexander Shelley, direttore d'orchestra britannico
- 8 ottobre - Kenny Solomon, scacchista sudafricano
- 8 ottobre - Patrick Watson, cantautore e musicista canadese
- 9 ottobre - Csézy, cantante ungherese
- 9 ottobre - Alex Greenwald, cantante, attore e produttore discografico statunitense
- 9 ottobre - DJ Rashad, disc jockey, produttore discografico e musicista statunitense († 2014)
- 9 ottobre - Faraj Laheeb, calciatore kuwaitiano
- 9 ottobre - Lecrae, rapper e produttore discografico statunitense
- 9 ottobre - Tina Lipicer, pallavolista slovena
- 9 ottobre - Chris O'Dowd, attore e comico irlandese
- 9 ottobre - Rune Pedersen, ex calciatore danese
- 9 ottobre - Brandon Routh, attore e doppiatore statunitense
- 9 ottobre - Gonzalo Sorondo, ex calciatore uruguaiano
- 9 ottobre - Brian Wardle, allenatore di pallacanestro e ex cestista statunitense
- 10 ottobre - Kangta, cantante, attore e compositore sudcoreano
- 10 ottobre - Wu Chun, modello, cantante e attore bruneiano
- 10 ottobre - Volkan Kahraman, calciatore austriaco († 2023)
- 10 ottobre - Emmi, cantante e cantautrice finlandese
- 10 ottobre - Kyriakī Liosī, pallanuotista greca
- 10 ottobre - John Machethe Muiruri, ex calciatore keniota
- 10 ottobre - Nicolás Massú, allenatore di tennis e ex tennista cileno
- 10 ottobre - Michal Mertiňák, ex tennista slovacco
- 10 ottobre - Mýa, cantante e attrice statunitense
- 10 ottobre - Ajazdin Nuhi, ex calciatore serbo
- 10 ottobre - Joel Przybilla, ex cestista statunitense
- 10 ottobre - Trygve Sande, ex sciatore alpino norvegese
- 10 ottobre - Espen Søgård, ex calciatore norvegese
- 10 ottobre - Stanley Waita, allenatore di calcio e ex calciatore salomonese
- 11 ottobre - Bae Doo-na, attrice e modella sudcoreana
- 11 ottobre - Jamar Beasley, ex calciatore e ex giocatore di calcio a 5 statunitense
- 11 ottobre - Francesca Fialdini, giornalista, conduttrice televisiva e conduttrice radiofonica italiana
- 11 ottobre - Filippo Gallinella, politico italiano
- 11 ottobre - Žanna Haradzeckaja, ex cestista bielorussa
- 11 ottobre - Kim Yong-dae, ex calciatore sudcoreano
- 11 ottobre - Roberto Occhiuzzi, allenatore di calcio e ex calciatore italiano
- 11 ottobre - Christer Persson, allenatore di calcio e ex calciatore svedese
- 11 ottobre - Gabe Saporta, cantante e bassista uruguaiano
- 11 ottobre - Rob Sheridan, direttore artistico, grafico e fotografo statunitense
- 11 ottobre - Dīmītrīs Spanoulīs, ex cestista greco
- 11 ottobre - Alessandro Tersigni, attore italiano
- 11 ottobre - Andrew Vancoillie, ex ciclista su strada e ciclocrossista belga
- 12 ottobre - Paula Barila Bolopa, nuotatrice equatoguineana
- 12 ottobre - Steve Borthwick, allenatore di rugby a 15 e rugbista a 15 inglese
- 12 ottobre - Imad Chhadeh, ex calciatore siriano
- 12 ottobre - Sergio Ghisalberti, ex ciclista su strada italiano
- 12 ottobre - Brad Hogan, ex sciatore alpino statunitense
- 12 ottobre - Florian Kostner, ex fondista italiano
- 12 ottobre - Andrij Lebedjev, ex cestista ucraino
- 12 ottobre - Deepak Mondal, calciatore indiano
- 12 ottobre - Chris Rupp, cantautore statunitense
- 12 ottobre - Philipp Schoch, snowboarder svizzero
- 12 ottobre - Philipp Stursberg, ex giocatore di football americano e allenatore di football americano tedesco
- 12 ottobre - Tomoyoshi Tsurumi, ex calciatore giapponese
- 13 ottobre - Wes Brown, ex calciatore inglese
- 13 ottobre - Camilla Filippi, attrice italiana
- 13 ottobre - Patrick Kalupa, attore tedesco
- 13 ottobre - Mamadou Niang, ex calciatore senegalese
- 13 ottobre - Karim Ouattara, ex cestista francese
- 13 ottobre - Francesco Renzi, cantautore e produttore discografico italiano
- 13 ottobre - Aleh Strachanovič, ex calciatore bielorusso
- 13 ottobre - Namsaknoi Yudthagarngamtorn, thaiboxer thailandese
- 13 ottobre - Eduardo Adelino da Silva, ex calciatore brasiliano
- 14 ottobre - Olivier Bernard, ex calciatore francese
- 14 ottobre - Errico Buonanno, scrittore e giornalista italiano
- 14 ottobre - Clarke Carlisle, ex calciatore inglese
- 14 ottobre - Colin Furze, youtuber, stuntman e inventore inglese
- 14 ottobre - Stacy Keibler, attrice, ballerina e ex wrestler statunitense
- 14 ottobre - Cristina Matei, ex cestista rumena
- 14 ottobre - Mindaugas Mizgaitis, lottatore lituano
- 14 ottobre - Cédric Moubamba, calciatore gabonese
- 14 ottobre - Fabrizio Nevola, attore italiano
- 14 ottobre - Marcus Paus, compositore norvegese
- 14 ottobre - Guillermo Pérez, taekwondoka messicano
- 14 ottobre - Rodrigo Tello, ex calciatore cileno
- 14 ottobre - Won Hye-gyeong, ex pattinatrice di short track sudcoreana
- 15 ottobre - Hani Al-Dhabit, ex calciatore omanita
- 15 ottobre - Robert Baker, attore statunitense
- 15 ottobre - Filippo Carobbio, allenatore di calcio e ex calciatore italiano
- 15 ottobre - Ľudmila Cervanová, ex tennista slovacca
- 15 ottobre - Robertryan Cory, animatore e character designer statunitense
- 15 ottobre - Jen Dawson, modella, conduttrice televisiva e attrice britannica
- 15 ottobre - Raphaël Glucksmann, saggista e politico francese
- 15 ottobre - Jo Seok-hwan, ex pugile sudcoreano
- 15 ottobre - Wajid Khan, politico britannico
- 15 ottobre - Nicola Leonardi, ex rugbista a 15 italiano
- 15 ottobre - Gary Mason, ex calciatore scozzese
- 15 ottobre - Andrea Mayr, fondista di corsa in montagna, maratoneta e siepista austriaca
- 15 ottobre - Pasquale Simone Neri, militare italiano († 2009)
- 15 ottobre - Nina Petronzio, attrice e designer canadese
- 15 ottobre - Georges Pitoeff, calciatore francese
- 15 ottobre - Paul Robinson, ex calciatore inglese
- 15 ottobre - Ashwiny Iyer Tiwari, regista e sceneggiatrice indiana
- 15 ottobre - Jaci Velasquez, cantante statunitense
- 15 ottobre - Māris Verpakovskis, dirigente sportivo e ex calciatore lettone
- 15 ottobre - Yoav, cantautore israeliano
- 15 ottobre - Daniel Züger, ex sciatore alpino svizzero
- 16 ottobre - Andrea Ascolese, attore italiano
- 16 ottobre - Christian Martínez Cedillo, ex calciatore messicano
- 16 ottobre - Božo Petrov, psichiatra e politico croato
- 16 ottobre - Ilija Prodanović, ex calciatore bosniaco
- 16 ottobre - Ibrahim Said, allenatore di calcio e ex calciatore egiziano
- 17 ottobre - Marcela Bovio, cantante e violinista messicana
- 17 ottobre - Khalid Darwish, calciatore emiratino
- 17 ottobre - Jerrold Pete Mangliwan, atleta paralimpico filippino
- 17 ottobre - Guido Meini, dirigente sportivo e ex cestista italiano
- 17 ottobre - Abdiel Mendieta, ex cestista panamense
- 17 ottobre - Alexandros Nikolaidīs, taekwondoka greco († 2022)
- 17 ottobre - Alix Popham, rugbista a 15 britannico
- 17 ottobre - Kimi Räikkönen, ex pilota automobilistico, ex pilota di rally e dirigente sportivo finlandese
- 17 ottobre - Deanna Russo, attrice statunitense
- 17 ottobre - John Thorrington, dirigente sportivo e ex calciatore statunitense
- 17 ottobre - Kōstas Tsartsarīs, ex cestista e allenatore di pallacanestro greco
- 18 ottobre - Ne-Yo, cantante, compositore e produttore discografico statunitense
- 18 ottobre - Jaroslav Drobný, ex calciatore ceco
- 18 ottobre - David Herrero, ex ciclista su strada spagnolo
- 18 ottobre - David Kopřiva, ex canottiere ceco
- 18 ottobre - Camel Meriem, ex calciatore francese
- 18 ottobre - Ana Po'uhila, ex pesista e discobola tongana
- 18 ottobre - René Prévost, nuotatore artistico canadese
- 18 ottobre - Yao Mawuko Sènaya, ex calciatore togolese
- 18 ottobre - Élie Kroupi, ex calciatore ivoriano
- 18 ottobre - Kenji Wu, attore, cantante e blogger taiwanese
- 19 ottobre - Branimir Bajić, allenatore di calcio e ex calciatore bosniaco
- 19 ottobre - Fabrizio Bucci, attore italiano
- 19 ottobre - Matteo Gamba, pilota di rally italiano
- 19 ottobre - Pierre Karleskind, oceanografo e politico francese
- 19 ottobre - Jesse Dangerously, rapper canadese
- 19 ottobre - Anucha Munjarern, giocatore di calcio a 5 thailandese
- 19 ottobre - Magne Sturød, calciatore norvegese
- 19 ottobre - Sachiko Sugiyama, ex pallavolista giapponese
- 20 ottobre - Baba Adamu, ex calciatore ghanese
- 20 ottobre - Anna Boden, regista, sceneggiatrice e montatrice statunitense
- 20 ottobre - Laura Carusino, attrice e conduttrice televisiva italiana
- 20 ottobre - Deniz Doğan, ex calciatore turco
- 20 ottobre - Nargis Fakhri, attrice statunitense
- 20 ottobre - Fidelis Gadzama, velocista nigeriano
- 20 ottobre - Vladimir Gluščević, ex calciatore montenegrino
- 20 ottobre - Ângelo Guerra, ex giocatore di calcio a 5 brasiliano
- 20 ottobre - Namiq Həsənov, ex calciatore azero
- 20 ottobre - Júlio César do Nascimento, ex calciatore brasiliano
- 20 ottobre - Sonu Kakkar, cantante e personaggio televisivo indiana
- 20 ottobre - John Krasinski, attore, regista e sceneggiatore statunitense
- 20 ottobre - Davide Manassero, ex pallavolista italiano
- 20 ottobre - Paul O'Connell, ex rugbista a 15 irlandese
- 20 ottobre - Katharina Schüttler, attrice tedesca
- 20 ottobre - Gergana Slavčeva, ex cestista bulgara
- 20 ottobre - Wilber Sánchez, ex calciatore nicaraguense
- 20 ottobre - Raffaello Tonon, personaggio televisivo, conduttore radiofonico e opinionista italiano
- 21 ottobre - Mário Bicák, ex calciatore slovacco
- 21 ottobre - Paola Cuccarolo, tiratrice a volo italiana
- 21 ottobre - Marcos Antonio García Nascimiento, ex calciatore brasiliano
- 21 ottobre - Karl Harris, pilota motociclistico britannico († 2014)
- 21 ottobre - Eva Llorach, attrice spagnola
- 21 ottobre - Semjon Milošević, ex calciatore bosniaco
- 21 ottobre - Carl Myerscough, ex pesista e discobolo britannico
- 21 ottobre - Liviu Pascu, ex rugbista a 15 e allenatore di rugby a 15 rumeno
- 21 ottobre - Donald Thobega, calciatore botswano († 2009)
- 21 ottobre - Vacca, rapper italiano
- 21 ottobre - Aaron Wilbraham, ex calciatore inglese
- 22 ottobre - Kentarō Azuma, ex giocatore di football americano giapponese
- 22 ottobre - Michele Bacis, allenatore di calcio e ex calciatore italiano
- 22 ottobre - Fredrik Björck, ex calciatore svedese
- 22 ottobre - Tony Bobbitt, ex cestista statunitense
- 22 ottobre - Kermit Cintron, pugile portoricano
- 22 ottobre - Deivid, allenatore di calcio e ex calciatore brasiliano
- 22 ottobre - Tony Denman, attore statunitense
- 22 ottobre - Doniéber Alexander Marangon, imprenditore e ex calciatore brasiliano
- 22 ottobre - Ibrahima Faye, ex calciatore senegalese
- 22 ottobre - Ben Gillies, musicista australiano
- 22 ottobre - Jannero Pargo, ex cestista e allenatore di pallacanestro statunitense
- 23 ottobre - Nathan Corbett, kickboxer e thaiboxer australiano
- 23 ottobre - Simon Davies, allenatore di calcio e ex calciatore gallese
- 23 ottobre - Ferdinand Feldhofer, allenatore di calcio e ex calciatore austriaco
- 23 ottobre - Lynn Greer, ex cestista statunitense
- 23 ottobre - Prinz Pi, rapper tedesco
- 23 ottobre - Robert Mulick, ex hockeista su ghiaccio canadese
- 23 ottobre - Vanessa Petruo, cantante e doppiatrice tedesca
- 23 ottobre - Ernad Sabotic, ex calciatore lussemburghese
- 23 ottobre - Casey Sanders, ex cestista statunitense
- 23 ottobre - Jorge Solís, pugile messicano
- 23 ottobre - Prabhas, attore indiano
- 23 ottobre - Colin Yukes, rugbista a 15 canadese
- 24 ottobre - Nader Al Tarhouni, ex calciatore libico
- 24 ottobre - Silvia Benedetti, politica italiana
- 24 ottobre - Luca Ceglie, multiplista italiano
- 24 ottobre - Romain Collin, musicista e compositore francese
- 24 ottobre - Rezart Dabulla, ex calciatore albanese
- 24 ottobre - Julien Dutel, attore, regista e doppiatore francese
- 24 ottobre - Ewelina Flinta, cantante polacca
- 24 ottobre - Vince Fong, politico statunitense
- 24 ottobre - Tiffany Hoversten, ex sciatrice alpina statunitense
- 24 ottobre - Marijonas Petravičius, ex cestista lituano
- 24 ottobre - Faride Raful, avvocato, politica e conduttrice radiofonica dominicana
- 24 ottobre - Rui Orlando Ribeiro Santos Neto, ex calciatore portoghese
- 25 ottobre - Bat for Lashes, polistrumentista, cantante e compositrice britannica
- 25 ottobre - Kristian Bruun, attore, produttore cinematografico e sceneggiatore canadese
- 25 ottobre - Daniel Duarte, ex calciatore gibilterriano
- 25 ottobre - Thomas Ereu, pallavolista venezuelano
- 25 ottobre - Sara Giauro, ex cestista italiana
- 25 ottobre - Rob Hulse, ex calciatore inglese
- 25 ottobre - Mariana Klaveno, attrice statunitense
- 25 ottobre - João Lucas, calciatore portoghese († 2015)
- 25 ottobre - Rosa Mendes, modella e ex wrestler canadese
- 25 ottobre - Uwaldo Pérez, ex calciatore guatemalteco
- 25 ottobre - Eugenio Zoffili, politico italiano
- 26 ottobre - Saad Assis, ex giocatore di calcio a 5 brasiliano
- 26 ottobre - Jákup á Borg, ex calciatore faroese
- 26 ottobre - Alejandro Correa, ex calciatore uruguaiano
- 26 ottobre - Satoshi Horinouchi, ex calciatore giapponese
- 26 ottobre - Jordan Kerr, ex tennista australiano
- 26 ottobre - Josh Portman, musicista statunitense
- 26 ottobre - Shiri Sharon, ex cestista israeliana
- 26 ottobre - Silvia Toffanin, conduttrice televisiva, showgirl e ex modella italiana
- 26 ottobre - Francesco Zerbini, allenatore di calcio e ex calciatore italiano
- 26 ottobre - Mara Zini, ex pattinatrice di short track italiana
- 27 ottobre - Raffaele Arzu, criminale italiano
- 27 ottobre - Irene Azuela, attrice messicana
- 27 ottobre - Susie Castillo, modella statunitense
- 27 ottobre - George Helmy, politico statunitense
- 27 ottobre - Oleg Ichim, ex calciatore moldavo
- 27 ottobre - Ivica Iliev, dirigente sportivo e ex calciatore serbo
- 27 ottobre - Aljaksandr Kučynski, dirigente sportivo e ex ciclista su strada bielorusso
- 27 ottobre - Juha Lallukka, ex fondista finlandese
- 27 ottobre - Jorge Manduca, ex calciatore argentino
- 27 ottobre - Dragan Perišić, allenatore di calcio e ex calciatore serbo
- 27 ottobre - Léa Salamé, giornalista e opinionista francese
- 27 ottobre - Jorge Serna, ex calciatore colombiano
- 28 ottobre - Dan Alexa, allenatore di calcio e ex calciatore rumeno
- 28 ottobre - Roberto Cazzaniga, pallavolista italiano
- 28 ottobre - Brett Dennen, cantante, chitarrista e compositore statunitense
- 28 ottobre - Matteo Franceschini, compositore italiano
- 28 ottobre - Gao Shuying, astista cinese
- 28 ottobre - Aki Hakala, batterista finlandese
- 28 ottobre - Jawed Karim, imprenditore e informatico tedesco
- 28 ottobre - Šamil' Lachijalov, ex calciatore russo
- 28 ottobre - Daniel Noonan, ex canottiere australiano
- 28 ottobre - Isabella Ochichi, ex mezzofondista e maratoneta keniota
- 28 ottobre - René Oltmanns, attore e doppiatore tedesco
- 28 ottobre - Zoran Rajović, ex calciatore serbo
- 28 ottobre - Kris Richard, ex giocatore di football americano e allenatore di football americano statunitense
- 28 ottobre - Glover Teixeira, artista marziale misto brasiliano
- 28 ottobre - Martin Škoula, ex hockeista su ghiaccio ceco
- 29 ottobre - Igor Duljaj, ex calciatore serbo
- 29 ottobre - Fabrice Fernandes, ex calciatore francese
- 29 ottobre - Andrew Lee Potts, attore britannico
- 29 ottobre - Hollis Price, ex cestista, allenatore di pallacanestro e dirigente sportivo statunitense
- 30 ottobre - Kristina Anapau, attrice statunitense
- 30 ottobre - Eriko Arakawa, calciatrice giapponese
- 30 ottobre - Bogdan Buhuș, ex calciatore rumeno
- 30 ottobre - Rubén Douglas, cestista statunitense († 2024)
- 30 ottobre - Xavier Espot Zamora, politico e giudice andorrano
- 30 ottobre - Almir Gegić, ex calciatore serbo
- 30 ottobre - Yukie Nakama, attrice e cantante giapponese
- 30 ottobre - Manuel Quinziato, ex ciclista su strada italiano
- 30 ottobre - Saimir Tahiri, politico e avvocato albanese
- 30 ottobre - Paul Telfer, attore britannico
- 30 ottobre - James A. Woods, attore, doppiatore e sceneggiatore canadese
- 31 ottobre - Mamadou Bah, ex calciatore singaporiano
- 31 ottobre - Slobodan Božović, ex cestista serbo
- 31 ottobre - Erica Cerra, attrice canadese
- 31 ottobre - Ricardo Fuller, ex calciatore giamaicano
- 31 ottobre - Stefan Gimpl, ex snowboarder austriaco
- 31 ottobre - Luca Ippoliti, giocatore di calcio a 5 italiano
- 31 ottobre - Mat Lucas, attore e doppiatore statunitense
- 31 ottobre - Alexīs Pittas, ex calciatore cipriota
- 31 ottobre - Simão Sabrosa, ex calciatore portoghese
- 31 ottobre - Mustapha Sama, ex calciatore sierraleonese
- 31 ottobre - Terdell Sands, ex giocatore di football americano statunitense
- 31 ottobre - Helen Upperton, bobbista canadese